# اقتصاد
اقتصاد، حوزه‌ای از تولید، توزیع و تجارت و همچنین مصرف کالاها و خدمات است. به طور کلی، به‌عنوان یک حوزه اجتماعی تعریف می‌شود که بر شیوه‌ها، گفتمان‌ها و بیان‌های مادی مرتبط با تولید، کاربرد و مدیریت منابع تأکید دارد. یک اقتصاد معین مجموعه‌ای از فرآیندهایی است که فرهنگ، ارزش‌ها، آموزش، توسعهٔ فناوری، تاریخ، سازمان اجتماعی، ساختار سیاسی، نظام‌های حقوقی و منابع طبیعی را به‌عنوان عوامل اصلی دربر می‌گیرد. این عوامل زمینه، محتوا را فراهم می‌کنند و شرایط و پارامترهایی را که یک اقتصاد در آن عمل می‌کند، تعیین می‌کنند. به عبارت دیگر، حوزه اقتصادی یک حوزه اجتماعی از شیوه‌ها و معاملات انسانی مرتبط است که به تنهایی وجود ندارد.
عوامل اقتصادی می‌توانند افراد، کسب‌وکارها، سازمان‌ها یا دولت‌ها باشند. معاملات اقتصادی زمانی رخ می‌دهد که دو گروه یا طرف بر سر ارزش یا قیمت کالا یا خدمات مورد معامله، که معمولاً با یک ارز خاص بیان می‌شود، توافق کنند. با این حال، معاملات پولی تنها بخش کوچکی از حوزه اقتصادی را تشکیل می‌دهند.
فعالیت اقتصادی توسط تولیدی که از منابع طبیعی، نیروی کار و سرمایه استفاده می‌کند، تحریک می‌شود. این فعالیت در طول زمان به دلیل فناوری، نوآوری (محصولات، خدمات، فرآیندها، گسترش بازارها، تنوع بازارها، بازارهای خاص، افزایش توابع درآمد) و تغییرات در روابط صنعتی (به‌ویژه جایگزینی کار کودکان در برخی از نقاط جهان با دسترسی جهانی به آموزش) تغییر کرده است.

## تعاریف
فرهنگ لغت آکسفورد اقتصاد را این گونه تعریف کرده است: اقتصاد ارتباط میان تولید، تجارت و عرضهٔ پول، در یک کشور یا منطقهٔ مشخص می‌باشد. در تعریفی دیگر اقتصاد، مجموعهٔ بزرگی از فعالیت‌های به‌هم‌پیوسته تولیدی و مصرفی دانسته‌شده که به‌تعیین چگونگی تخصیص منابع کمیاب کمک می‌رسانند. اقتصاد همچنین به‌صورت «شبکه‌ای از تولیدکنندگان، توزیع‌کنندگان و مصرف‌کنندگان کالاها و خدمات (محصولات) در یک مکان، منطقه یا کشور» تعریف شده است.

## علوم مرتبط
امروزه، طیف وسیعی از حوزه‌هایِ مختلف علوم اجتماعی از جامعه‌شناسی (جامعه‌شناسی اقتصادی) و تاریخ (تاریخ اقتصادی) گرفته تا انسان‌شناسی (انسان‌شناسی اقتصادی) و جغرافیا (جغرافیای اقتصادی) به بررسی و تجزیه و تحلیل جنبه‌های مختلف اقتصادی حیات جمعی انسان‌ها می‌پردازد.

## اقتصاد واقعی
در عصر حاضر با توجه به اهمیت رو به رشد بخش مالی اقتصاد، تحلیل‌گران اصطلاح اقتصاد واقعی را به کار می‌گیرند تا بخش واقعی اقتصاد را که واقعاً با تولید کالاها و خدمات ارتباط دارد، از بخش مالی اقتصادی (یا اقتصاد کاغذی) تفکیک کند که مرتبط با خرید و فروش در بازارهای مالی است.

## معیارهای اندازه‌گیری یک اقتصاد
با استفاده از مفهوم‌های زیر می‌توان معیارها و شاخص‌هایی را برای شناخت و اندازه‌گیری اقتصاد به دست آورد:
- مخارج مصرفی
- نرخ ارز
- تولید ناخالص داخلی
- تولید ناخالص ملی سرانه
- تولید ناخالص ملی
- بازار سهام
- نرخ بهره
- بدهی ملی
- نرخ تورم
- بیکاری
- تراز تجاری

## مقادیر واقعی و اسمی
برای این که نگاه واقعی‌تر به اقتصاد داشته باشیم از آنجا که قیمت‌ها در طول زمان متغیرند. اقتصاددانان و آمارگران برخی از معیارهای اندازه‌گیری اقتصاد را بر اساس میزان تورم تعدیل و مقادیر اسمی را به مقادیر واقعی تبدیل می‌کنند؛ مثلاً، درآمد ناخالص ملی اسمی معمولاً به درآمد ناخالص ملی واقعی تبدیل می‌شود تا میزان رشد یک اقتصاد محاسبه شود.

## جایگاه اقتصاد ایران در دنیا و منطقه
مقاله اصلی: اقتصاد ایران
در حال حاضر، ایران بر اساس فهرست صندوق بین‌المللی پول با توجه به درآمد ناخالص ملی اسمی بیست و یکمین و بر اساسِ درآمد ناخالص ملی تعدیل شده با شاخص برابری قدرت خرید هفدهمین اقتصاد بزرگ دنیاست. در این رتبه‌بندی و بر اساس معیار اولی به ترتیب کشورهای ترکیه و عربستان سعودی و بر اساس معیار دوم کشور ترکیه بالاتر از ایران قرار می‌گیرند.

## اقتصاد غیررسمی
مقاله اصلی: اقتصاد غیررسمی
اقتصاد غیررسمی فعالیت‌های اقتصادی را شامل می‌شود که برخلاف اقتصاد رسمی، نه مالیاتی می‌پردازد و نه تحت نظارت دولت انجام می‌گیرد؛ از این رو، اقتصاد غیررسمی در محاسبات مربوط به تولید ناخالص ملی نمی‌آیند. اگرچه غالباً اقتصاد غیررسمی با مباحث مربوط به کشورهای در حال توسعه پیوند خورده است، تمامی نظام‌های اقتصادی درجاتی از اقتصاد غیررسمی را شامل می‌شوند.